# Progym Gyergyószentmiklós
A Gyergyószentmiklósi Progym SK egy székelyföldi jégkorongcsapat, amely 1995 és 2018 között szerepelt a Román Jégkorong Bajnokságban. A 2018-19-es idénytől az újonnan alakult Gyergyói Hoki Klub képviseli Gyergyószentmiklóst a Román Jégkorong Ligában, illetve az Erste Ligában.

## Története
- 1882: Korcsolya Egylet megalakítása saját pályával
- 1948: Az év végén, az osztálymérkőzések után megalakult az UAR
- 1949: Megalakul a Vasutasok csapata Karda László irányításával, majd a GYMTE Székely Imre és id. Dobribán Sándor vezetésével
- 1952: A két csapat egyesül SPARTAK néven
- 1955: A csapat Haladás néven szerepel tovább
- 1958: A Haladás megszerzi az országos harmadik helyet
- 1961: A csapat neve Lendületre módosul, mikor a helyi fafeldolgozó üzem veszi át a csapat támogatását
- 1977: Fedett műjégpálya építésének kezdete
- 1982: A műjégpálya átadása
- 1990: A csapat támogatás nélkül marad
- 1995: A csapat neve Progym lesz

A Progym legtöbb sikert hozó szezonja minden bizonnyal a 2001/02-es idény, amikor a Progym-Apicom először szerepelt hivatalos nemzetközi megmérettetésen. A bajnokság harmadik helyezettjeként és a Ferencváros visszalépésével részt vehetett a Kontinentális Kupán. A csapat 2 vereséggel és 1 győzelemmel a csoport 3. helyén végzett.
A Kontinentális Kupa után a Román Kupa következett, ahol szintén harmadik helyet sikerült elérni az SC Csíkszereda és a Steaua Bucuresti után. A bajnokság alapszakaszában nem születtek meglepetések, a kis csapatok ellenében sikerült győzni, a nagyobb csapatokat viszont nem sikerült megállítani. Azonban a rájátszás során hatalmas meglepetés érte a csapat szurkolóit, ugyanis csapatuk a második helyen végzett.

## A Progym utolsó évi játékoskeret[1]
| Kapusok | Kapusok          |
| ------- | ---------------- |
| 92      | Szakács Szabolcs |
| 39      | Szabó László     |

| Védők | Védők                |
| ----- | -------------------- |
| 3     | Góga Attila          |
| 5     | Vizoli Csaba         |
| 13    | Pavel Borysenko      |
| 26    | Kozma Zsolt          |
| 55    | Vladimir Aleksyuk    |
| 71    | Szőcs Attila         |
| 78    | Juraj Durkech        |
| 84    | Nagy Csaba           |
| 88    | Ferencz Csibi Róbert |

| Csatárok | Csatárok              |
| -------- | --------------------- |
| 4        | Borsos Barna          |
| 11       | Neagos Bogdan         |
| 14       | Daradics Csaba        |
| 15       | Vitalii Kyrychenko    |
| 16       | Sára Tibor János      |
| 17       | Benedek Roland        |
| 31       | Vaclav Novak          |
| 66       | Elekes Darabont Hunor |
| 70       | Dmitri Nimenko        |
| 77       | Nikita Butsenko       |
| 79       | Nyerges Lajos         |
| 87       | Csergő Hunor          |
| 97       | Danil Kaskov          |
| 99       | Barabás László        |